# Mormonia missouriensis
Mormonia missouriensis là một loài bướm đêm trong họ Noctuidae.